# Catch & Release (Matt Simons)
Catch & Release è il singolo del cantante-cantautore statunitense Matt Simons estratto dal suo omonimo album. È stato pubblicato nel settembre 2014 diventando popolare nei Paesi Bassi, Spagna, Portogallo, Francia, Svizzera e Belgio.

## Deepend remix
Il singolo ha avuto più successo poi con la versione remix del duo di DJ e produttori olandesi Deepend (Bob van Ratingen e Falco van den Aker). È stato pubblicato il 2 marzo 2015, entrando nelle classifiche europee e arrivando alla posizione numero uno in Belgio (sia Vallonia che Fiandre), Germania e Francia, raggiungendo la posizione numero 4 in Austria ed entrando nelle classifiche in Svizzera. Inoltre è stato il secondo brano musicale più trasmesso dalle emittenti radiofoniche olandesi del 2016.